# Њу Делхи
Њу Делхи (хинди: नई दिल्ली, Naī Dillī) је главни град државе Индије. Према незваничним резултатима пописа 2011. у граду је живело 249.998 становника. Чини заједничку агломерацију с старим делом Делхија који се налази нешто северније и има 26.454.000 становника (стање: 2016). Налази се на административној територији главног града који је самостална управна јединица у индијској федерацији. Важно је управно седиште, индустријски град, саобраћајно чвориште и културни центар. Како Њу Делхи и град Делхи чине јединствену управну целину, оба града заједно Индијци најчешће зову једноставно Делхи.

## Географија
Смештен је на северу Индије, уз обалу реке Јамуна, на прелазу из долине Инда у долину Ганга. Представља значајно саобраћајно, политичко, управно и трговачко средиште.

### Клима
Клима Њу Делхија је влажна суптропска са сувим зимама (Cwa), са великим разликама између летњих и зимских температура које лети допиру и до 46 °C лети до 0 °C зими. Лета су дуга, трају од почетка априла све до октобра, са монсунском сезоном средином лета. Зима почиње у новембру, а најнаглашенија је у јануару. Просечна дневна температура износи око 25 °C, док просечне месечне температуре варирају од 13 до 34 °C. Највиша забележена температура била је 22. маја 2022., а износила је 49,6 °C, док је најнижа забележена температура измерена 11. јануара 1967.,а износила је -2,2 °C. Просечна годишња количина падавина износи 774,4 милиметра.
| Клима Клима Њу Делхија (Сафдарџунг) 1971–2020, екстреми 1901–садашњост                                                | Клима Клима Њу Делхија (Сафдарџунг) 1971–2020, екстреми 1901–садашњост | Клима Клима Њу Делхија (Сафдарџунг) 1971–2020, екстреми 1901–садашњост | Клима Клима Њу Делхија (Сафдарџунг) 1971–2020, екстреми 1901–садашњост | Клима Клима Њу Делхија (Сафдарџунг) 1971–2020, екстреми 1901–садашњост | Клима Клима Њу Делхија (Сафдарџунг) 1971–2020, екстреми 1901–садашњост | Клима Клима Њу Делхија (Сафдарџунг) 1971–2020, екстреми 1901–садашњост | Клима Клима Њу Делхија (Сафдарџунг) 1971–2020, екстреми 1901–садашњост | Клима Клима Њу Делхија (Сафдарџунг) 1971–2020, екстреми 1901–садашњост | Клима Клима Њу Делхија (Сафдарџунг) 1971–2020, екстреми 1901–садашњост | Клима Клима Њу Делхија (Сафдарџунг) 1971–2020, екстреми 1901–садашњост | Клима Клима Њу Делхија (Сафдарџунг) 1971–2020, екстреми 1901–садашњост | Клима Клима Њу Делхија (Сафдарџунг) 1971–2020, екстреми 1901–садашњост | Клима Клима Њу Делхија (Сафдарџунг) 1971–2020, екстреми 1901–садашњост |
| Показатељ \ Месец | .Јан.                                                                  | .Феб.                                                                  | .Мар.                                                                  | .Апр.                                                                  | .Мај.                                                                  | .Јун.                                                                  | .Јул.                                                                  | .Авг.                                                                  | .Сеп.                                                                  | .Окт.                                                                  | .Нов.                                                                  | .Дец.                                                                  | .Год.                                                                  |
| --- | ---------------------------------------------------------------------- | ---------------------------------------------------------------------- | ---------------------------------------------------------------------- | ---------------------------------------------------------------------- | ---------------------------------------------------------------------- | ---------------------------------------------------------------------- | ---------------------------------------------------------------------- | ---------------------------------------------------------------------- | ---------------------------------------------------------------------- | ---------------------------------------------------------------------- | ---------------------------------------------------------------------- | ---------------------------------------------------------------------- | ---------------------------------------------------------------------- |
| Апсолутни максимум, °C (°F)                                                                                           | 32,5 (90,5)                                                            | 34,1 (93,4)                                                            | 40,6 (105,1)                                                           | 45,6 (114,1)                                                           | 47,2 (117)                                                             | 46,7 (116,1)                                                           | 45,0 (113)                                                             | 42,0 (107,6)                                                           | 40,6 (105,1)                                                           | 39,4 (102,9)                                                           | 36,1 (97)                                                              | 30,0 (86)                                                              | 47,2 (117)                                                             |
| Средњи максимум, °C (°F)                                                                                              | 25,8 (78,4)                                                            | 29,5 (85,1)                                                            | 35,8 (96,4)                                                            | 41,4 (106,5)                                                           | 44,3 (111,7)                                                           | 43,7 (110,7)                                                           | 40,4 (104,7)                                                           | 37,4 (99,3)                                                            | 37,1 (98,8)                                                            | 36,1 (97)                                                              | 32,2 (90)                                                              | 27,3 (81,1)                                                            | 44,8 (112,6)                                                           |
| Максимум, °C (°F) | 20,1 (68,2)                                                            | 24,2 (75,6)                                                            | 29,9 (85,8)                                                            | 36,5 (97,7)                                                            | 39,9 (103,8)                                                           | 39,0 (102,2)                                                           | 35,6 (96,1)                                                            | 34,2 (93,6)                                                            | 34,1 (93,4)                                                            | 33,0 (91,4)                                                            | 28,4 (83,1)                                                            | 22,8 (73)                                                              | 31,4 (88,5)                                                            |
| Просек, °C (°F) | 13,9 (57)                                                              | 17,6 (63,7)                                                            | 22,9 (73,2)                                                            | 29,1 (84,4)                                                            | 32,7 (90,9)                                                            | 33,3 (91,9)                                                            | 31,5 (88,7)                                                            | 30,4 (86,7)                                                            | 29,6 (85,3)                                                            | 26,2 (79,2)                                                            | 20,5 (68,9)                                                            | 15,6 (60,1)                                                            | 25,3 (77,5)                                                            |
| Минимум, °C (°F) | 7,5 (45,5)                                                             | 10,6 (51,1)                                                            | 15,6 (60,1)                                                            | 21,3 (70,3)                                                            | 25,8 (78,4)                                                            | 27,7 (81,9)                                                            | 27,5 (81,5)                                                            | 26,7 (80,1)                                                            | 25,0 (77)                                                              | 19,5 (67,1)                                                            | 13,0 (55,4)                                                            | 8,4 (47,1)                                                             | 18,9 (66)                                                              |
| Средњи минимум, °C (°F)                                                                                               | 3,5 (38,3)                                                             | 6,0 (42,8)                                                             | 10,7 (51,3)                                                            | 16,3 (61,3)                                                            | 20,5 (68,9)                                                            | 22,2 (72)                                                              | 24,3 (75,7)                                                            | 23,7 (74,7)                                                            | 21,9 (71,4)                                                            | 15,0 (59)                                                              | 8,8 (47,8)                                                             | 4,5 (40,1)                                                             | 3,1 (37,6)                                                             |
| Апсолутни минимум, °C (°F)                                                                                            | −0,6 (30,9)                                                            | 1,6 (34,9)                                                             | 4,4 (39,9)                                                             | 10,7 (51,3)                                                            | 15,1 (59,2)                                                            | 17,6 (63,7)                                                            | 20,3 (68,5)                                                            | 20,7 (69,3)                                                            | 16,1 (61)                                                              | 9,4 (48,9)                                                             | 3,9 (39)                                                               | 0,0 (32)                                                               | −0,6 (30,9)                                                            |
| Количина кише, mm (in)                                                                                                | 19,1 (0,752)                                                           | 21,3 (0,839)                                                           | 17,4 (0,685)                                                           | 16,3 (0,642)                                                           | 30,7 (1,209)                                                           | 74,1 (2,917)                                                           | 209,7 (8,256)                                                          | 233,1 (9,177)                                                          | 123,5 (4,862)                                                          | 15,1 (0,594)                                                           | 6,0 (0,236)                                                            | 8,1 (0,319)                                                            | 774,4 (30,488)                                                         |
| Дани са кишом | 1,7                                                                    | 1,5                                                                    | 1,7                                                                    | 1,0                                                                    | 2,7                                                                    | 4,8                                                                    | 9,7                                                                    | 10,2                                                                   | 5,5                                                                    | 0,8                                                                    | 0,4                                                                    | 0,6                                                                    | 40,6                                                                   |
| Релативна влажност, % (у 17:30 IST ч.)                                                                                | 57                                                                     | 46                                                                     | 37                                                                     | 25                                                                     | 28                                                                     | 43                                                                     | 63                                                                     | 68                                                                     | 60                                                                     | 47                                                                     | 52                                                                     | 59                                                                     | 49                                                                     |
| Сунчани сати — месечни просек                                                                                         | 220,1                                                                  | 223,2                                                                  | 248,0                                                                  | 276,0                                                                  | 285,2                                                                  | 219,0                                                                  | 179,8                                                                  | 176,7                                                                  | 219,0                                                                  | 260,4                                                                  | 246,0                                                                  | 220,1                                                                  | 2.773,5                                                                |
| Сунчани сати — дневни просек                                                                                          | 7,1                                                                    | 7,9                                                                    | 8,0                                                                    | 9,2                                                                    | 9,2                                                                    | 7,3                                                                    | 5,8                                                                    | 5,7                                                                    | 7,3                                                                    | 8,4                                                                    | 8,2                                                                    | 7,1                                                                    | 7,6                                                                    |
| Сунчано време — месечни проценти                                                                                      | 67                                                                     | 71                                                                     | 67                                                                     | 71                                                                     | 68                                                                     | 53                                                                     | 42                                                                     | 44                                                                     | 59                                                                     | 73                                                                     | 77                                                                     | 69                                                                     | 63,4                                                                   |
| UV индекс | 3                                                                      | 5                                                                      | 6                                                                      | 7                                                                      | 9                                                                      | 9                                                                      | 8                                                                      | 7                                                                      | 6                                                                      | 5                                                                      | 4                                                                      | 3                                                                      | 6                                                                      |
| Извор #1: India Meteorological Department (sun 1971–2000); Time and Date (dewpoints, 2005–2015) Revised Rainfall data |                                                                        |                                                                        |                                                                        |                                                                        |                                                                        |                                                                        |                                                                        |                                                                        |                                                                        |                                                                        |                                                                        |                                                                        |                                                                        |
| Извор #2: Tokyo Climate Center (mean temperatures 1991–2020); Weather Atlas (UV Index)(Daylight)                      |                                                                        |                                                                        |                                                                        |                                                                        |                                                                        |                                                                        |                                                                        |                                                                        |                                                                        |                                                                        |                                                                        |                                                                        |                                                                        |

| Клима Њу Делхија (Палам) 1981–2010, екстреми 1956–садашњост | Клима Њу Делхија (Палам) 1981–2010, екстреми 1956–садашњост | Клима Њу Делхија (Палам) 1981–2010, екстреми 1956–садашњост | Клима Њу Делхија (Палам) 1981–2010, екстреми 1956–садашњост | Клима Њу Делхија (Палам) 1981–2010, екстреми 1956–садашњост | Клима Њу Делхија (Палам) 1981–2010, екстреми 1956–садашњост | Клима Њу Делхија (Палам) 1981–2010, екстреми 1956–садашњост | Клима Њу Делхија (Палам) 1981–2010, екстреми 1956–садашњост | Клима Њу Делхија (Палам) 1981–2010, екстреми 1956–садашњост | Клима Њу Делхија (Палам) 1981–2010, екстреми 1956–садашњост | Клима Њу Делхија (Палам) 1981–2010, екстреми 1956–садашњост | Клима Њу Делхија (Палам) 1981–2010, екстреми 1956–садашњост | Клима Њу Делхија (Палам) 1981–2010, екстреми 1956–садашњост | Клима Њу Делхија (Палам) 1981–2010, екстреми 1956–садашњост |
| Показатељ \ Месец                                           | .Јан.                                                       | .Феб.                                                       | .Мар.                                                       | .Апр.                                                       | .Мај.                                                       | .Јун.                                                       | .Јул.                                                       | .Авг.                                                       | .Сеп.                                                       | .Окт.                                                       | .Нов.                                                       | .Дец.                                                       | .Год.                                                       |
| ----------------------------------------------------------- | ----------------------------------------------------------- | ----------------------------------------------------------- | ----------------------------------------------------------- | ----------------------------------------------------------- | ----------------------------------------------------------- | ----------------------------------------------------------- | ----------------------------------------------------------- | ----------------------------------------------------------- | ----------------------------------------------------------- | ----------------------------------------------------------- | ----------------------------------------------------------- | ----------------------------------------------------------- | ----------------------------------------------------------- |
| Апсолутни максимум, °C (°F)                                 | 31,0 (87,8)                                                 | 35,7 (96,3)                                                 | 41,3 (106,3)                                                | 45,3 (113,5)                                                | 48,4 (119,1)                                                | 47,8 (118)                                                  | 44,6 (112,3)                                                | 43,2 (109,8)                                                | 40,8 (105,4)                                                | 40,7 (105,3)                                                | 36,4 (97,5)                                                 | 30,4 (86,7)                                                 | 48,4 (119,1)                                                |
| Максимум, °C (°F)                                           | 20,4 (68,7)                                                 | 24,1 (75,4)                                                 | 29,9 (85,8)                                                 | 37,1 (98,8)                                                 | 40,3 (104,5)                                                | 39,9 (103,8)                                                | 35,9 (96,6)                                                 | 34,4 (93,9)                                                 | 34,7 (94,5)                                                 | 33,4 (92,1)                                                 | 28,5 (83,3)                                                 | 22,8 (73)                                                   | 31,8 (89,2)                                                 |
| Минимум, °C (°F)                                            | 7,3 (45,1)                                                  | 10,2 (50,4)                                                 | 15,1 (59,2)                                                 | 21,4 (70,5)                                                 | 26,0 (78,8)                                                 | 27,7 (81,9)                                                 | 27,0 (80,6)                                                 | 26,2 (79,2)                                                 | 24,7 (76,5)                                                 | 19,5 (67,1)                                                 | 13,6 (56,5)                                                 | 8,8 (47,8)                                                  | 19,0 (66,2)                                                 |
| Апсолутни минимум, °C (°F)                                  | −2,2 (28)                                                   | −1,6 (29,1)                                                 | 3,4 (38,1)                                                  | 8,6 (47,5)                                                  | 14,6 (58,3)                                                 | 19,8 (67,6)                                                 | 17,8 (64)                                                   | 20,2 (68,4)                                                 | 13,6 (56,5)                                                 | 9,9 (49,8)                                                  | 2,1 (35,8)                                                  | −1,3 (29,7)                                                 | −2,2 (28)                                                   |
| Количина кише, mm (in)                                      | 18,4 (0,724)                                                | 20,0 (0,787)                                                | 13,2 (0,52)                                                 | 9,1 (0,358)                                                 | 37,7 (1,484)                                                | 82,1 (3,232)                                                | 174,4 (6,866)                                               | 188,7 (7,429)                                               | 105,3 (4,146)                                               | 13,7 (0,539)                                                | 5,1 (0,201)                                                 | 6,9 (0,272)                                                 | 674,5 (26,555)                                              |
| Дани са кишом                                               | 1,4                                                         | 1,7                                                         | 1,4                                                         | 1,0                                                         | 2,6                                                         | 4,0                                                         | 8,6                                                         | 8,3                                                         | 4,6                                                         | 0,9                                                         | 0,5                                                         | 0,7                                                         | 35,7                                                        |
| Релативна влажност, % (у 17:30 IST ч.)                      | 53                                                          | 44                                                          | 34                                                          | 23                                                          | 26                                                          | 40                                                          | 61                                                          | 66                                                          | 56                                                          | 41                                                          | 42                                                          | 52                                                          | 45                                                          |
| Извор: India Meteorological Department                      |                                                             |                                                             |                                                             |                                                             |                                                             |                                                             |                                                             |                                                             |                                                             |                                                             |                                                             |                                                             |                                                             |

## Историја
Британски краљ Џорџ V и цар Британске Индије задужио је 1911. године британске архитекте Едвина Лутинса и Херберта Бејкера да испланирају нови административни део града. Овај плански грађени главни град смештен је на тадашњем јужном крају Делхија завршен је 1929. и свечано преузет 1931. године. Њу Делхи са великим парковима и колонијалном архитектуром је од тада главни град Индије (у међувремену је управљање било измештено у Калкуту.

## Становништво
Према незваничним резултатима пописа, у граду је 2011. живело 249.998 становника.
| 1991.   | 2001.   | 2011.   |
| ------- | ------- | ------- |
| 301.297 | 302.363 | 249.998 |

Хинди је језик који је у најширој употреби у граду. Енглески се користи у формалне сврхе, најчешће у просторијама предузећа или власти. По ппису из 2011. године, Њу Делхи има стопу писмености од 89,38%.

### Религија
Хиндуизам је са 89,82% већинска религија у граду. Прати га Ислам са 4,5%, затим Хришћанство са 2,39%, Сикизам са 1,97%, Џаинизам са 0,42% и остали са 0,36%.

## Партнерски градови
- Чикаго
- Лондон
- Улан Батор
- Москва[28]
- Санкт Петербург
- Јоханезбург
- Пекинг[29]